# Fortalesa de la Concepció
La Fortalesa de la Concepció fou una fortificació construïda sota les ordres de Cristòfor Colom el 1494 a l'Illa Hispaniola. L'objectiu de la mateixa era fixar un centre econòmic-militar per dirigir l'explotació de les riqueses d'aquesta regió. Un cop acabada la fortalesa es van aixecar els edificis que van constituir la Vila de la Concepció.

## Història
Cristòfor Colom en el seu segon viatge es va trobar a l'any de 1494 amb una immensa i fèrtil vall i va decidir construir una fortalesa per facilitar el seu control militar i protegir l'explotació i transport de l'or que esperaven extreure a la regió de Cibao. Amb aquest objectiu també es van construir altres fortaleses en un recorregut que arribaria fins a Santo Domingo, situat al sud de l'illa. Colom nomenar a Miquel de Ballester primer alcaid de la fortalesa.
La fortalesa va tenir gran importància en la rebel·lió de Roldán, ja que va ser on al principi es van refugiar els rebels i on es va signar la capitulació entre Roldán i Cristòfor Colom que va posar fi a aquesta rebel·lió.
Prop d'aquest lloc, abans de la construcció de la fortalesa, es va produir la batalla del Baix Real contra Caonabo i els cacics que no van acceptar l'arribada dels estrangers. En aquesta batalla van vèncer els espanyols posant fi de la resistència indígena.

## Vila de la Concepció
El seu major apogeu va ser en els primers anys del segle xvi. Es van construir edificis administratius, tallers de fosa de metalls, hospitals, cases de fabricació de monedes, un enginy i una catedral, on es va ordenar el primer sacerdot d'Amèrica, Pedro Suárez Deza. En 1525 la vila perd valor estratègic per als espanyols i ja per 1538 la ciutat estava despoblada i oblidada. El 2 desembre 1562 un terratrèmol la destrueix. Segons estudis realitzats, s'estima que aquesta vila, construïda en pedra i maons, va tenir una dimensió de quatre quilòmetres quadrats.